# Toby Price
Toby Joseph Price (Hillston, 18 de agosto de 1988) es un piloto de motociclismo y automovilismo australiano, que destaca en las especialidades de motocross, enduro y sobre todo de raid.
En su primera participación en el Rally Dakar de 2015 consiguió el 3.er puesto en la clasificación general y en la edición del Dakar 2016 y 2019 se alzó con la victoria. Ha ganado el Finke Desert Race de Australia en múltiples ocasiones, inclusive compitiendo en Trophy Trucks. En 2025 compitió en el Rally Dakar en coches.

## Carrera deportiva
Price comenzó su carrera destacando en el motocross. Convincente, cambió al enduro y las carreras fuera de carretera convirtiéndose en una de las estrellas de la disciplina Downunder.
Tras su paso al enduro y al raid, ganó seis veces la Finke Desert Race en motos (2010, 2012 y 2014-2016 y 2018) y cuatro la Hattah Desert Race (2010, 2011, 2012 y 2014), además de convertirse en Campeón de Australia de Cross-Country en 2009, 2010, 2012 y 2014 y de obtener el segundo puesto en la Score Baja 1000 en 2012.
En el año 2014, comenzó la preparación para su primer Rally Dakar, que sería ya el de 2015. Corrió en octubre el prestigioso Rally de Marruecos, acabándolo en la 8.ª posición, con algunas lagunas todavía en la navegación.
Comenzó el Rally Dakar de 2015 en la undécima posición durante la primera etapa. Sin embargo, tras el paso de los días fue a más y el día de descanso en Iquique marchaba ya 5.º en la general. En la 11.ª etapa ya se puso en puestos de pódium, y al día siguiente (penúltima etapa) ganó su primera especial (Termas de Río Hondo-Rosario) aumentando su ventaja con Pablo Quintanilla por el tercer puesto, que defendió con creces en la última etapa, acabando así 3.º en la general final, tras Marc Coma y Paulo Gonçalves. Fue sin duda un enorme logro, además de ser la revelación absoluta de la carrera.
Varios días antes de la Finke Desert Race de 2015, un palo grande penetró la bota de Price mientras practicaba, rompiendo el tobillo y pie derecho. Continuó y se clasificó primero en el prólogo, luego ganó los dos días de la carrera, sacando su cuarto título de Finke. A posteriori, Price ganó su quinto título de la carrera del desierto de Hattah en julio, coincidiendo con la firma de ser el sustituto de Marc Coma que se retira en el equipo de la fábrica KTM Red Bull Rally para convertirse en el nuevo líder del equipo para el Campeonato Mundial de Rally y el Rally Dakar.
En enero de 2016, Price dominó el Rally Dakar, ganando las etapas 2, 5, 6, 8 y 9, ganando la general con unos 40 minutos de diferencia sobre el segundo clasificado, el eslovaco Stefan Svitko, y convirtiéndose en el primer australiano en ganar el Rally Dakar, así como la única persona que gana en el segundo intento y el primer no europeo en ganar en la categoría de motos.
Él siguió su enorme crecimiento en abril haciéndose el primer australiano en ganar el Rally de Abu Dhabi, puntuable para el Mundial de 2016. En octubre, Price viajó a África, ganando el Rally de Marruecos y ocupando el tercer lugar en el Mundial de 2016, ganado por el chileno Pablo Quintanilla.
En 2017, mientras intentaba revalidar su título en el Rally Dakar, camino de Tupiza, sufrió una dura caída que le provocó la fractura en el fémur de la que fue operado en La Paz, en el hospital Arco Iris. Provocó su abandono. Dos días antes había ganado su primera y única especial en esa edición del Rally Dakar. Ocho semanas después, regresó a las carreras en los Stadium Super Trucks, en Australia.
En la siguiente edición del Dakar, Price logró el tercer lugar general. Por otro lado, en 2018 obtuvo la victoria en Marruecos y el título de Campeonato Mundial de Rally Cross-Country de la FIM. En 2019, con una muñeca fracturada, ganó el Rally Dakar.
En 2020, Price finalizó tercero en el Dakar y ganó el Finke Desert Race en la categoría de coches, convirtiéndose en el primer piloto en ganar en ambas categorías.
En 2023, Price obtuvo el segundo lugar en el Dakar y ganó el Rally de Marruecos, quedando segundo en el Campeonato Mundial de Rally Raid. En 2024, ganó la Baja 500 en la categoría SCORE Trophy Truck.
En 2025, debutó en la categoría Coches en el Rally Dakar, junto a Toyota y Overdrive Racing, aunque con abandono. Su navegante fue su antiguo rival en motos, Sam Sunderland.

## Resultados

### Rally Dakar
| Año     | Categoría | Vehículo | Copiloto       | Posición | Victorias de etapa |
| ------- | --------- | -------- | -------------- | -------- | ------------------ |
| 2015    | Motos     | KTM      | Sin copiloto   | 3.º      | 1                  |
| 2016    | Motos     | KTM      | Sin copiloto   | 1.º      | 5                  |
| 2017    | Motos     | KTM      | Sin copiloto   | Ret.     | 1                  |
| 2018    | Motos     | KTM      | Sin copiloto   | 3.º      | 2                  |
| 2019    | Motos     | KTM      | Sin copiloto   | 1.º      | 1                  |
| 2020    | Motos     | KTM      | Sin copiloto   | 3.º      | 2                  |
| 2021    | Motos     | KTM      | Sin copiloto   | Ret.     | 2                  |
| 2022    | Motos     | KTM      | Sin copiloto   | 10.º     | 1                  |
| 2023    | Motos     | KTM      | Sin copiloto   | 2.º      | 1                  |
| 2024    | Motos     | KTM      | Sin copiloto   | 5.º      | -                  |
| 2025    | Coches    | Toyota   | Sam Sunderland | Ret.     | -                  |
| Fuente: |           |          |                |          |                    |

### Campeonato Mundial de Rally Raid
| Año     | Categoría | Vehículo | Posición | Puntos | Victorias                |
| ------- | --------- | -------- | -------- | ------ | ------------------------ |
| 2014    | Motos     | KTM      | 14.º     | 18     | -                        |
| 2015    | Motos     | KTM      | 26.º     | 13     | -                        |
| 2016    | Motos     | KTM      | 3.º      | 87     | 2 (Marruecos, Abu Dhabi) |
| 2018    | Motos     | KTM      | 1.º      | 91     | 1 (Marruecos)            |
| 2019    | Motos     | KTM      | 9.º      | 35     | -                        |
| 2021    | Motos     | KTM      | 25.º     | 3      | -                        |
| Fuente: |           |          |          |        |                          |